# Agustín Ayestarán Landa
Agustín Ayestarán y Landa (Villafranca, 7 settembre 1738 – Cordova, 8 aprile 1804) è stato un vescovo cattolico spagnolo.

## Biografia
Dottore in utroque iure, fu ordinato prete nel 1762.
Fu canonico metropolitano di Siviglia e vescovo di Botri in partibus. Fu ausiliare dell'arcivescovo di Siviglia Francisco de Solís Folch de Cardona; durante l'assenza dell'arcivescovo Francisco Javier Delgado Benegas, residente a corte, fu governatore dell'arcivescovado.
Nel 1796 fu eletto vescovo di Cordova e resse la diocesi fino alla morte.

## Genealogia episcopale e successione apostolica
La genealogia episcopale è:
- Cardinale Scipione Rebiba
- Cardinale Giulio Antonio Santori
- Cardinale Girolamo Bernerio, O.P.
- Arcivescovo Galeazzo Sanvitale
- Cardinale Ludovico Ludovisi
- Cardinale Luigi Caetani
- Cardinale Ulderico Carpegna
- Cardinale Paluzzo Paluzzi Altieri degli Albertoni
- Papa Benedetto XIII
- Papa Benedetto XIV
- Cardinale Enrico Enriquez
- Cardinale Francisco de Solís Folch de Cardona
- Vescovo Agustín Ayestarán Landa

La successione apostolica è:
- Arcivescovo Romualdo Antonio Mon y Velarde (1804)